# Ailton Krenak

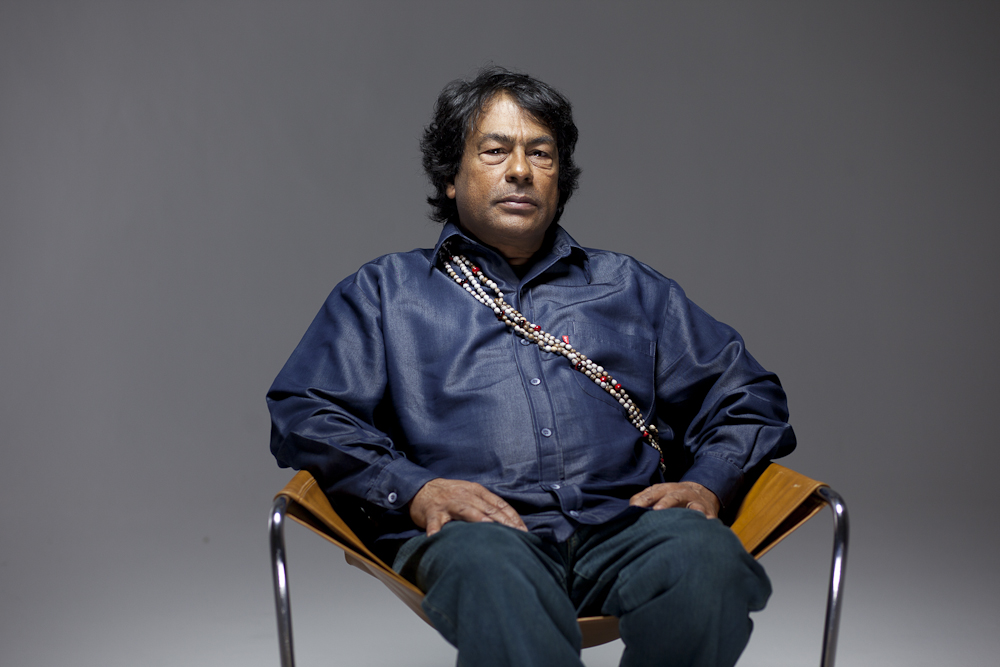
Ailton Krenak (5269420566)

Ailton Alves Lacerda Krenak (* 29. September 1953 in Itabirinha do Mantena, Minas Gerais) ist ein brasilianischer Schriftsteller und indigener Aktivist des Volkes der Krenak. Krenak veröffentlicht seine Werke im Original in portugiesischer Sprache. Seine Werke wurden in verschiedene Sprachen übersetzt. 

## Leben
Krenak engagierte sich in den 1980er Jahren in der indigenen Bewegung Brasiliens und für den Schutz des Amazonas-Regenwaldes. Krenak war an der Gründung des nationalen indigenen Zusammenschlusses União das Nações Indígenas beteiligt. Krenak kritisierte die Umweltkatastrophe von Brumadinho am Rio Doce im Jahr 2015, die das Gebiet seines Volkes unmittelbar betraf. Krenak kritisierte die Regierung Bolsonaro und ihren Umgang mit den indigenen Völkern Brasiliens sowie den mangelnden Schutz des Amazonas-Regenwaldes. Krenak ist Beiratsmitglied bei The Gaia Foundation. Im Jahr 2023 wurde er als erste indigene Person überhaupt in die  brasilianische Literaturakademie aufgenommen.

## Positionen
Angesichts Klimakatastrophe und Biodiversitätskrise sowie deren absehbarer Folgen gelte Krenaks Sorge insbesondere der mangelnden Anpassungsfähigkeit von Menschen mit westlichem Lebensstil: „Wir Indigenen haben 500 Jahre Gewalt und Kolonialisierung überlebt, aber die Weißen zerstören sich selbst.“.

## Auszeichnungen
- 2016: Ehrendoktor der Universidade Federal de Juiz de Fora[7]
- 2020: Prêmio Juca Pato[8]
- 2023: Mitglied der brasilianischen Literaturakademie
- 2024: Premio Konex Mercosur[9]

## Werk

### Übersetzungen auf Deutsch
- Ideen, um das Ende der Welt zu vertagen. München 2021.[10]

### Werke auf Portugiesisch
- O lugar onde a Terra descansa. Rio de Janeiro 2000.
- Ideias para adiar o Fim do Mundo. São Paulo 2019.
  - Deutsch: Ideen, um das Ende der Welt zu vertagen. Übers.: Michael Kegler. btb. München 2021.
- A Vida não é útil. São Paulo 2020.
- No Tremor do Mundo: Ensaios e Entrevistas à Luz da Pandemia. Ailton Krenak, Angela Figueiredo, Bernardo Esteves, Christian Dunker, Diane Lima, Eliana Sousa Silva, Fabiana Moraes, Fernanda Brenner, Franco Bifo Berardi, Fernanda Bruno. Rio de Janeiro 2020.

## Film
- Indians in Brazil: The First Contacts. Vincent Carelli, Beth Formaggini, Davi Kopenawa, Ailton Krenak. San Francisco 2014.